# Gouvernement al-Minufiyya
Al-Minufiyya (arabisch محافظة المنوفية Muhafazat al-Minufiyya, DMG Muḥāfaẓat al-Minūfiyya), auch Monufia oder Menufeya, ist ein Gouvernement in Ägypten mit 4.301.601 Einwohnern und liegt im westlichen Nildelta.
Es grenzt im Norden an das Gouvernement al-Gharbiyya, im Osten an das Gouvernement al-Qalyubiyya, im Süden an das Gouvernement al-Dschiza und im Westen an das Gouvernement al-Buhaira. Das Verwaltungszentrum ist Schibin al-Kaum. Dort befindet sich auch der Hauptcampus der Minufiya-Universität.
Mit Anwar as-Sadat (1918–1981) und Muhammad Husni Mubarak (1928–2020) wurden zwei ehemalige Staatspräsidenten Ägyptens in al-Minufiyya geboren.